# 捷克斯洛伐克第一共和国
捷克斯洛伐克第一共和国（捷克語：První československá republika）指的是在1918年到1938年期间，存在于东欧的一个共和国。与其他东欧国家相比，捷克斯洛伐克共和国一直是苏联之后东欧最为民主，工业化程度最高，且经济最发达的国家。1938年9月30日，慕尼黑协定签订，捷克斯洛伐克共和国的蘇台德地區被纳粹德国佔領，蘇台德區以外的捷克和斯洛伐克领土成立捷克斯洛伐克第二共和國，捷克斯洛伐克第一共和国自此已被瓜分灭亡。

## 建国
1916年在巴黎建立捷克斯洛伐克民族委员会。1918年托马斯·马萨里克赴美国，说服美国政府提供物质和军事援助。1918年10月捷克斯洛伐克民族委员会在华盛顿发表《独立宣言》，宣布成立捷克斯洛伐克临时政府。11月14日马萨里克当选为捷克斯洛伐克共和国首任总统。由于他在争取独立中所起的作用，同爱德华·贝奈斯和米兰·什特凡尼克一起，被称作捷克斯洛伐克开国三元勋。1920、1927、1934年3次连任总统。捷克斯洛伐克奉行亲西方的对外政策，主张依靠地区和欧洲的稳定来保障捷克斯洛伐克的安全与独立，参加了法国主导的“小协约国”，在国内则主张维护议会民主制度。1935年12月马萨里克因病重辞去总统职务，贝奈斯接任。

## 国家整合

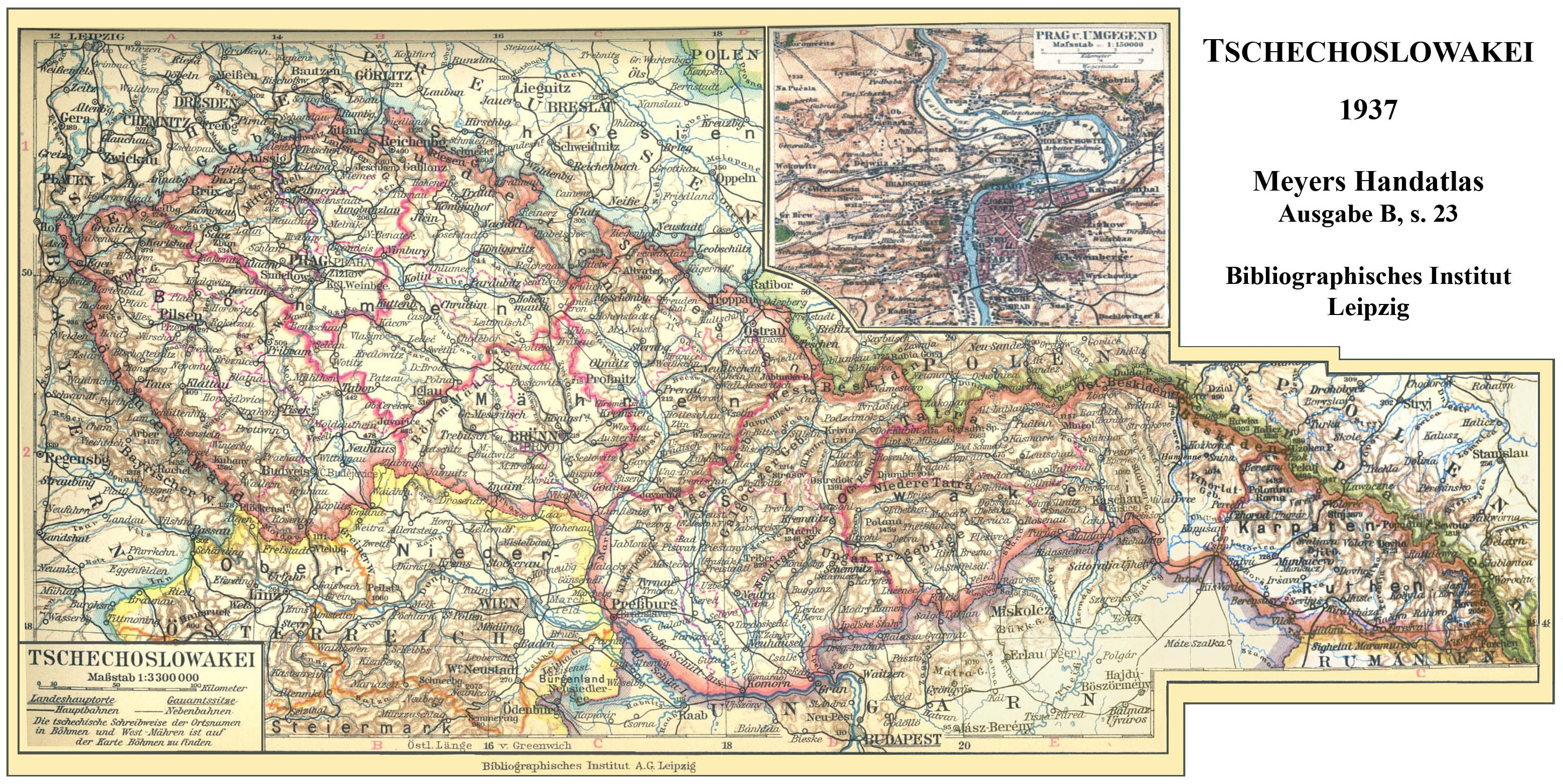
捷克斯洛伐克共和国版图

“捷克斯洛伐克”是将波西米亚、摩拉维亚、西里西亚与斯洛伐克的原有区域合并之后所创造出来的概念，奥匈帝国统治时期，被奥地利和匈牙利两国分割统治的两大斯拉人民族捷克人和斯洛伐克人之间流行的一种称为“捷克斯洛伐克主义”的民族主义思想，认定捷克人和斯洛伐克人是一个民族，强调捷克斯洛伐克的一体性，捷克境内德意志少数民族或斯洛伐克境内的匈牙利少数民族更加促进了原本就相似的捷克斯洛伐克的结合。
1919年，为了摆脱匈牙利人的控制，在得到自治权保证之后，喀尔巴阡鲁塞尼亚地区同意并入捷克斯洛伐克。其间捷克斯洛伐克军队在罗马尼亚军队的协同下击退了希望建立“匈牙利苏维埃共和国”的匈牙利共产主义民兵。10月签署的圣杰曼条约赋予了喀尔巴阡鲁塞尼亚地区一定的自治权，但是当地的鲁塞尼亚人认为这并没有达到他们的预期要求。